# 雷德蒙德 (奧勒岡州)
雷德蒙德（Redmond）是美國奧勒岡州德舒特縣的一座城市，位於97號美國國道與105號州際公路的交會點，人口33,274人。

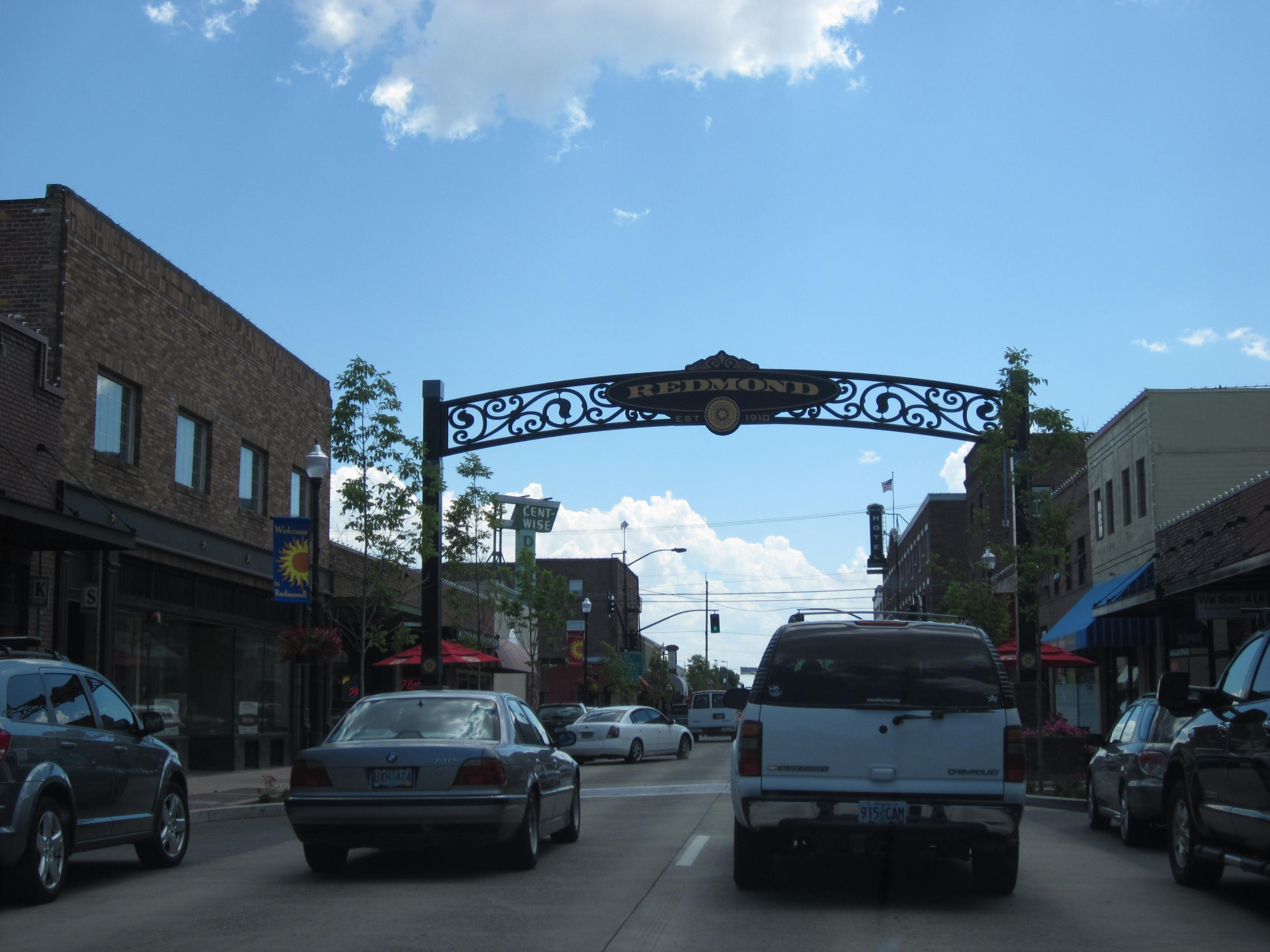
雷德蒙德公路

1. ↑  . United States Census Bureau.   [Oct 12, 2022]. （原始内容存档于2023-02-13）.